# Sudół Dominikański
Sudół Dominikański także Rozrywka (dawniej Suchydół Dominikański) – potok o długości ok. 9,3 km w województwie małopolskim. Lewy dopływ Białuchy.

## Przebieg
Źródło znajduje się w Bosutowie. Dalej potok płynie przez Węgrzce, Dziekanowice, Batowice, pod torami linii kolejowych nr 8 i 95. Następnie przepływa przez osiedla Mistrzejowice i Prądnik Czerwony, tam dociera do Żabiego Młyna, gdzie dawniej łączył się jako lewy dopływ z wodami Młynówki Olszeckiej zwanej Młynówką Dominikańską, stanowiącej północne ramię Białuchy. Po zasypaniu Młynówki w latach 70. XX wieku płynie dalej jej dawnym korytem do połączenia z głównym korytem Białuchy. W okolicach starej rzeźni przy ulicy Olszeckiej i Lublańskiej potok znika w betonowym kolektorze, pokonując w nim tereny Olszy i wypływa dopiero tuż przed ujściem do Prądnika w rejonie ul. Olszyny.
Długość całkowita potoku wynosi ok. 9,3 km (z czego 6,3 km w granicach Krakowa), powierzchnia zlewni to 16,4 km². Szerokość koryta potoku waha się od ok. 1 m do ok. 2 m.

## Zagospodarowanie
W XXI wieku jakość wód potoku waha się od I do V klasy jakości z uwagi na odprowadzane do nich w wielu miejscach ścieki, nie spełnia norm do zaopatrzenia ludności w celach spożywczych, do bytowania zarówno dla ryb łososiowatych jak i karpiowatych a także wymagań dla kąpielisk.
Na terenie miasta Krakowa tereny zielone znajdujące się w bezpośrednim sąsiedztwie potoku wykorzystywane są na cele rekreacji mieszkańców.
Na lewym brzegu w dzielnicy Mistrzejowice znajdują się ogródki działkowe (osiedle Złotego Wieku). Pomiędzy Sudołem a ulicą Rozrywka został w 2019 roku utworzony Park Reduta o powierzchni 7,8 ha. Z parku lewym brzegiem potoku, w stronę fortu Batowice, poprowadzono ścieżkę edukacyjną dla najmłodszych „Drugie życie drzew”.
W bezpośrednim sąsiedztwie potoku przy ulicy Naczelnej w Krakowie w 2021 roku otwarto park miejski Ogród nad Sudołem o powierzchni 1,3 ha.
Planowana jest w tej okolicy budowa tzw. parku rzecznego w okolicach ulic Strzelców i Rozrywka.
Od nazwy potoku pochodzi nazwa fortu pancernego pomocniczego 47 ½ „Sudół”, wchodzącego w skład Twierdzy Kraków, a leżącego na wzgórzu nad doliną potoku na Prądniku Czerwonym (przy ulicy Powstańców).
Od drugiej nazwy potoku pochodzi nazwa ulicy Rozrywka na Prądniku Czerwonym.

## Zagrożenie powodziowe, regulacja
Niegdyś Sudół Dominikański płynął od ulicy Lublańskiej, przez Olszę wzdłuż ulic Młyńska Boczna i Pilotów. W obliczu budowy dużych osiedli mieszkaniowych na terenie Olszy II postanowiono na tym odcinku potok schować pod ziemią. Stare koryto wciąż znajduje się w okolicy stacji benzynowej koło estakady im. gen. pil. Mateusza Iżyckiego wybudowanej w 2007 roku.
W 2004 roku zaplanowano w ramach Programu Małej Retencji Województwa Małopolskiego budowę suchego zbiornika retencyjnego na Sudole Dominikańskim w Węgrzcach o pojemności 135 tys. m³, poprzez budowę zapory o wysokości 8 m i długości 240 m, w 1 grupie kolejności realizacji jako najbardziej efektywny w Krakowie. Prace nad jego budową rozpoczęto wiele lat później, wraz z budową północnej obwodnicy Krakowa (drogi ekspresowej S52), która przebiega nad zbiornikiem w formie obiektu mostowego.
W 2007 roku przeprowadzono prace porządkowe w korycie potoku. W rejonie ul. Strzelców oraz Naczelnej sztucznie wytyczono koryto, likwidując naturalne meandry, wyłożono dno oraz brzeg betonowymi płytami. Potok stracił swój urok, a ptaki wodne miejsce gniazdowania. Dzięki tym pracom wzrósł jednak poziom ochrony przeciwpowodziowej dla obszaru osiedla Prądnik Czerwony. Nie uchroniło to jednak rejonu od kolejnych podtopień, wynikających z małej przepustowości kolektora i przepustów. W czerwcu 2010 roku w wyniku wylewu potoku spowodowanego obfitymi opadami zalaniu uległy rejony ulic Dobrego Pasterza, Majora i Łepkowskiego.

## Galeria

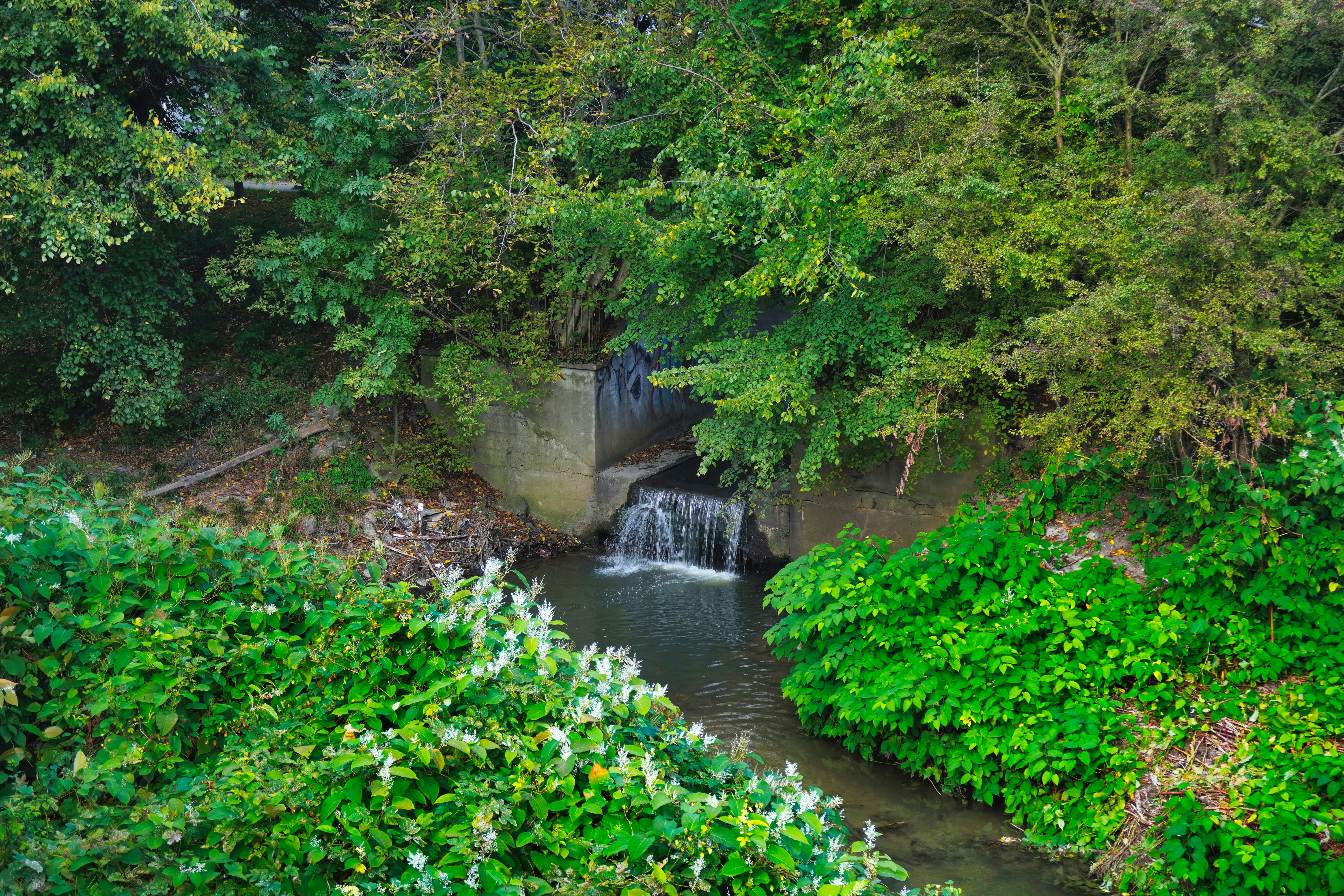
Ujście Sudołu Dominikańskiego do Białuchy w rejonie ul. Olszyny
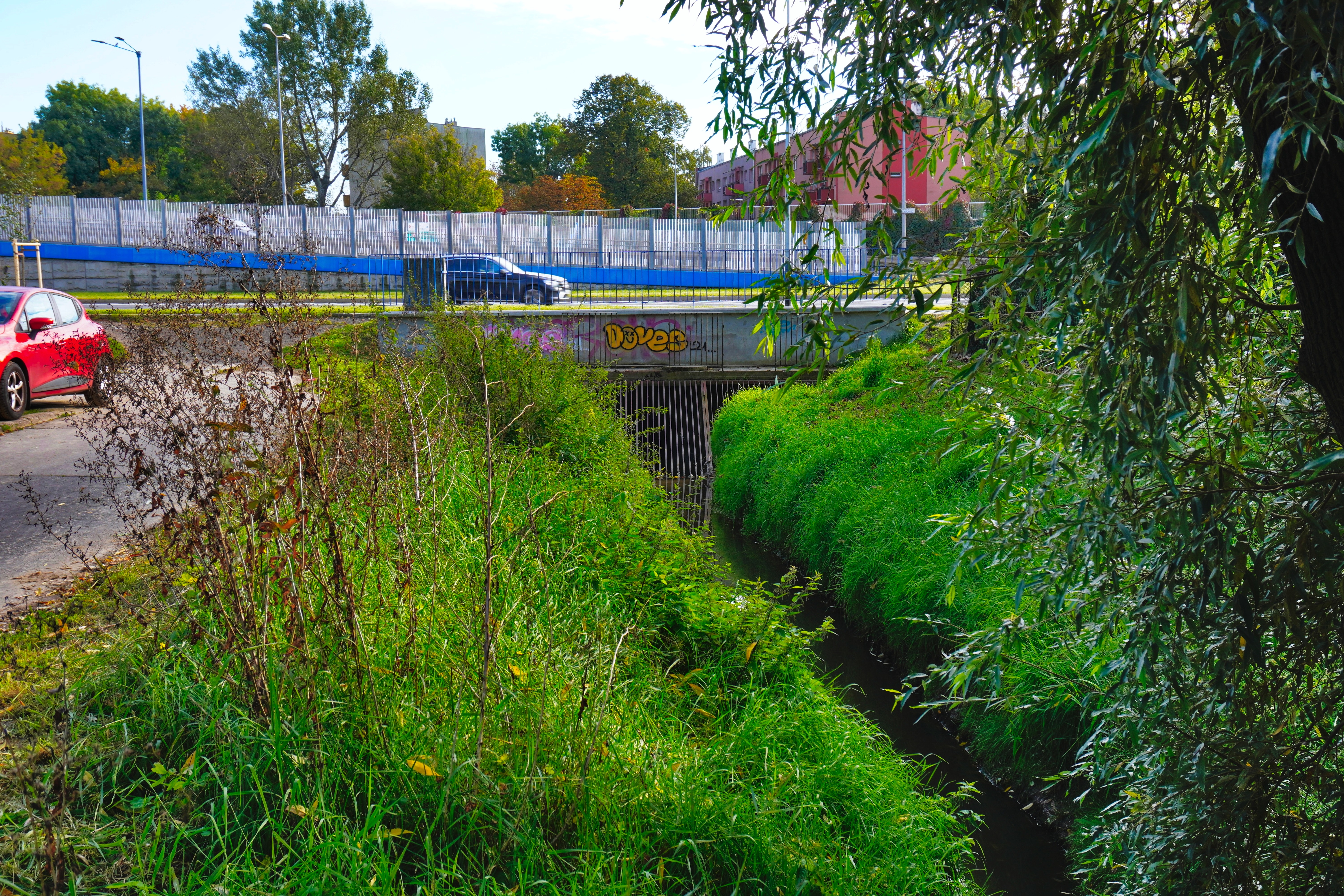
Bieg Sudołu Dominikańskiego w rejonie ul. Olszeckiej na Prądniku Czerwonym i wlot do kolektora, którym potok pokonuje obszar Olszy do ujścia do Białuchy
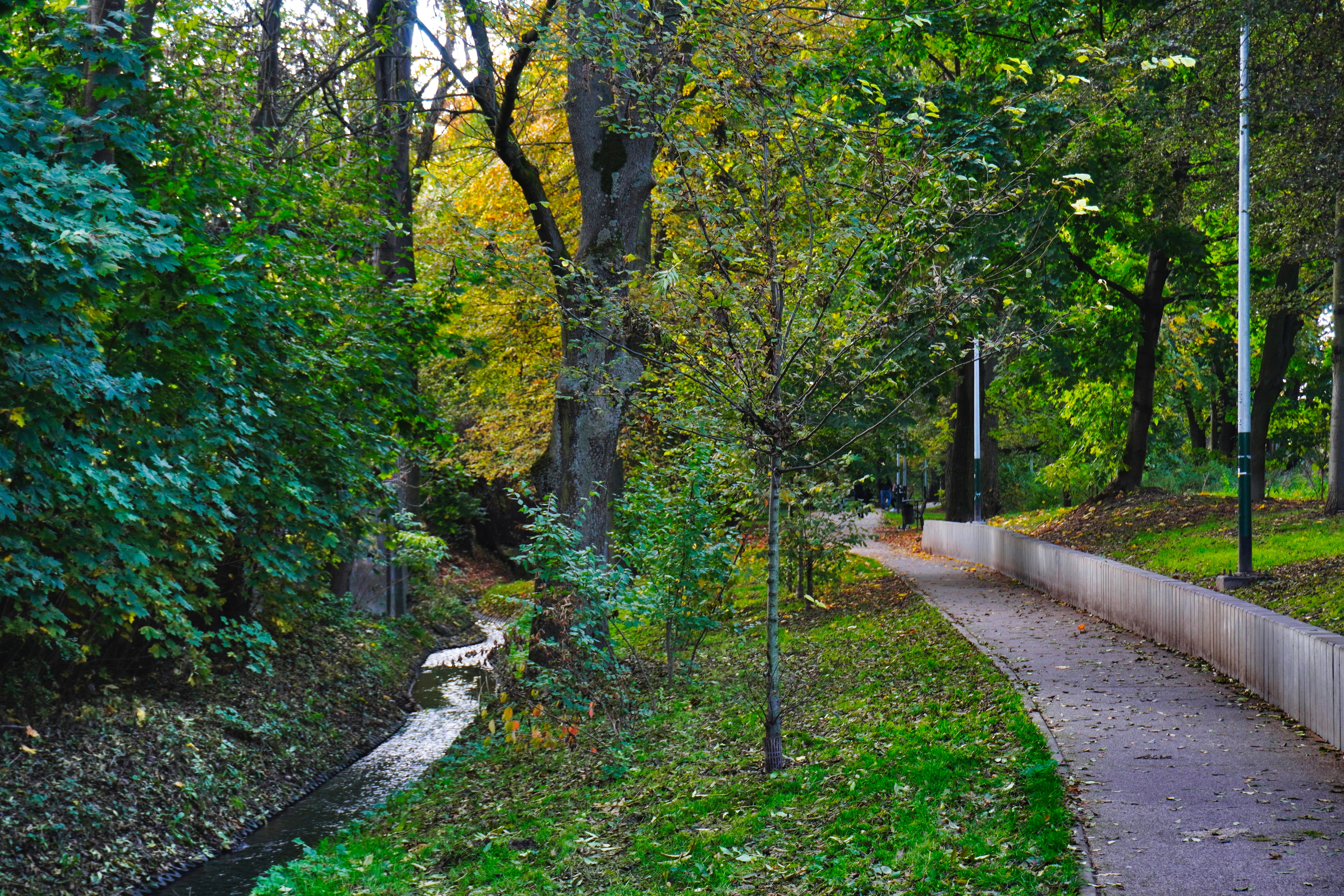
Sudół Dominikański na Prądniku Czerwonym w rejonie między ul. Strzelców i Sudolską i trasa spacerowa prowadząca wzdłuż potoku